# Scaphisoma oviforme
Espèce
Scaphisoma oviforme est une espèce de coléoptères de la famille des Staphylinidae et de la sous-famille des Scaphidiinae.

## Étymologie
L'épithète spécifique, « oviforme », vient de la forme du bulbe de son édéage, qui ressemble à un œuf.

## Description
L'holotype mâle de cette espèce mesure 1,60 mm de long et 1,08 mm de large.

## Répartition et habitat
Cette espèce est recensée aux Philippines.